# Gymnosiphon minahassae
Gymnosiphon minahassae là một loài thực vật có hoa trong họ Burmanniaceae. Loài này được Schltr. mô tả khoa học đầu tiên năm 1912.